# Adrasteja (luna)
Adrasteja (grško Αδράστεια: Adrásteia) je Jupitrov naravni satelit (luna). Spada v skupino notranjih Jupitrovih satelitov in je drugi po vrsti od  planeta. 
Luno Adrastejo je leta 1979 odkril Voyager 2. Najprej je dobila začasno ime S/1979 J 1.  Označujejo jo tudi kot Jupiter XV. V letu 1983 je dobila uradno ime po Adrasteji  iz grške mitologije, ki je bila hčerka Zevsa in Ananke. Je ena izmed najmanjših notranjih Jupitrovih lun saj meri samo 26 x 20 x 15 km s povpečnim premerom 16,4 km. Njena površina je zelo temna, saj odbije samo 10 % svetlobe, ki pade nanjo. Zavrti se v 7 urah in 7,5 minutah in podobno kot Luna (naravni satelit Zemlje) kaže vedno isto stran proti planetu (sinhrona orbita).
Adrasteja je bila prvi naravni satelit, ki je bil odkrit s pomočjo fotografije, ki jo je posnela  medplanetarna sonda.
Adrasteja leži znotraj glavnega Jupitrovega obroča in je tako lahko glavni vir za snov, ki obroč sestavlja. Tir lune leži znotraj polmer sinhrona orbita|sinhrone orbite (podobno kot Metis), tako da plimovanje močno vpliva na njeno tirnico in bo v prihodnosti verjetno padla na Jupiter. Njena tirnica tudi leži znotraj Rocheeve meje. Zaradi tega razpad zaradi plimovanja ni verjeten.
V splošnem je malo znanega o tem naravnem satelitu Jupitra, podatki pa se po različnih virih med seboj razlikujejo.